# Luciano Manara (sommergibile)
Il Luciano Manara è stato un sommergibile della Regia Marina. Prende il nome dal patriota risorgimentale Luciano Manara.

## Storia
Dopo il completamento, fu destinato (insieme ai tre gemelli) alla VI Squadriglia Sommergibili di Media Crociera, con base a Taranto.
Il 26 aprile 1931 si tenne la cerimonia di consegna della bandiera di combattimento, offerta dall'Associazione Bersaglieri in congedo.
Nel 1932 la VI squadriglia divenne VII Squadriglia e nel 1934 ritornò ad essere VI, subendo tuttavia lo spostamento della sede a Napoli.
A partire dal dicembre 1936 partecipò clandestinamente alla guerra di Spagna con quattro infruttuose missioni, trascorrendo in mare in tutto 60 giorni senza cogliere alcun risultato.
Il 5 ottobre 1938 fu assegnato alla Flottiglia Scuola Comando.
Nel 1940 si trovava basato a Trapani, in seno al VIII Gruppo Sommergibili. Dopo l'entrata dell'Italia nel secondo conflitto mondiale, svolse la sua prima missione tra l'isolotto di Gaudo (Grecia) e Ras el Tin (Libia), al comando del capitano di corvetta Salvatore Todaro. Il 20 od il 29 giugno 1940, mentre stava facendo ritorno alla base, fu mitragliato e bersagliato con bombe – nei pressi di Capo Spartivento Calabro – da un idrovolante Short Sunderland; il sommergibile reagì con le mitragliere, colpendo l'aereo ed obbligandolo a ritirarsi.
Fra il 21 ed il 22 luglio 1941 fu inviato tra Pantelleria e Malta assieme ad altri tre sommergibili, per opporsi all'operazione inglese «Substance» (consistente nell'invio di  un convoglio di rifornimenti a Malta); avvistò il convoglio britannico e la Forza H e lanciò il segnale di scoperta, ma non ebbe modo di passare all'attacco. 
Tra la fine di luglio e l'inizio di agosto fu nuovamente inviato tra Pantelleria e Malta a contrastare un'altra operazione di rifornimento di Malta, la «Style», ma non avvistò le unità inglesi.
In tutto il sommergibile svolse 11 missioni offensivo-esplorative ed 8 di trasferimento, navigando in tutto per 10.193 miglia in superficie e 1381 in immersione.
Il 16 marzo 1942 fu destinato alla Scuola Sommergibili di Pola, per la quale svolse 203 missioni di addestramento sino al 15 luglio 1943.
Fu poi messo in cantiere a Brindisi per essere rimodernato, ed in tale stato si trovava al momento dell'armistizio.
Nel 1944, ultimati i lavori, fu adibito all'addestramento di navi scorta degli Alleati, spostando più volte la propria base (dapprima Brindisi, poi Taranto ed infine Palermo).
Svolse anche una missione di trasporto incursori in territori occupati dai tedeschi, al comando del tenente di vascello Gaspare Cavallina.
Accantonato con la fine della guerra, fu radiato il 1º febbraio 1948 e quindi demolito.